# ریچارد ساکل
ریچارد ساکل (به انگلیسی: Richard Suckle) یک تهیه‌کننده فیلم آمریکایی است. ساکل یکی از چند تهیه‌کننده‌ای بود که نامزد جایزه اسکار بهترین فیلم در سال ۲۰۱۳ به خاطر فیلم حقه‌بازی آمریکایی شد.

## فیلم‌شناسی
- فروافتاده (۱۹۹۸) (دستیار)
- اسکوبی-دو (۲۰۰۲)
- اسکوبی-دو ۲: هیولا رهاشده (۲۰۰۴)